# 死刑台のエレベーター
『死刑台のエレベーター』（しけいだいのエレベーター、仏: Ascenseur pour l'échafaud、英: Elevator to the Gallows）は、1958年制作のフランス映画。

## 解説

モーリス・ロネほか

ノエル・カレフのサスペンス小説を映画化した、フランスのルイ・マル監督のデビュー作。ルイ・デリュック賞を受賞した。音楽はマイルス・デイヴィスが担当している。

## 物語
電話で愛を語り合う男女。ジュリアン・タヴェルニエはフロランス・カララの夫が社長を務める会社の社員で、フロランスと恋人関係にあった。ジュリアンは、フロランスの夫を自殺に見せかけて殺す。一旦は会社を出た彼だが、証拠隠滅のため再び会社に戻る。ところが運悪く、ジュリアンはエレベーターに閉じこめられてしまう。約束の時間を過ぎても来ないジュリアンを心配し、夜のパリをさまようフロランス。ジュリアンに憧れる花屋、その恋人にも焦点を当てながら、物語は思わぬ方向に進んでいく。

## キャスト
- ジュリアン・タヴェルニエ - モーリス・ロネ
- フロランス・カララ - ジャンヌ・モロー
- ルイ - ジョルジュ・プージュリイ： チンピラ。
- ベロニク - ヨリ・ベルタン： 花屋の店員。ルイの恋人。
- シェリエ警部 - リノ・ヴァンチュラ
- モーテルの若い男 - ジャン＝クロード・ブリアリ（クレジットなし）

## スタッフ
- 監督：ルイ・マル
- 製作：ジャン・スイリエール
- 脚本：ロジェ・ニミエ、ルイ・マル
- 原作：ノエル・カレフ
- 音楽：マイルス・デイヴィス
- 撮影：アンリ・ドカエ

## 音楽
音楽はマイルス・デイヴィスが担当した。当時フランス・ツアー中だったマイルスはボリス・ヴィアンの仲介でルイ・マルを紹介され、当時の自身のカルテット（ルネ・ユルトルジェ、バルネ・ウィラン、ピエール・ミシュロ、ケニー・クラーク）とラッシュフィルムを見ながら即興演奏したものを録音した。

## 日本語吹替
| 役名                     | 俳優                     | 日本語吹替  | 日本語吹替   | 日本語吹替 |
| 役名                     | 俳優                     | NETテレビ版 | 日本テレビ版 | 東京12ch版 |
| ------------------------ | ------------------------ | ----------- | ------------ | ---------- |
| フロランス・カララ       | ジャンヌ・モロー         | 楠侑子      | 岸田今日子   | 沢田敏子   |
| ジュリアン・タヴェルニエ | モーリス・ロネ           | 佐藤英夫    | 西沢利明     | 堀勝之祐   |
| シェリエ警部             | リノ・ヴァンチュラ       | 西田昭市    | 中台祥浩     |            |
| ルイ                     | ジョルジュ・プージュリイ | 森功至      | 川代家継     |            |
| ベロニク                 | ヨリ・ベルタン           | 鈴木弘子    | 鵜飼るみ子   |            |
| サイモン・カララ         | ジャン・ウォール         | 真木恭介    |              |            |

- NETテレビ版：初回放映1969年4月27日『日曜洋画劇場』
  - 演出：有村昌記、制作：有村放送プロモーション
- 日本テレビ版：初回放映1975年3月26日『水曜ロードショー』
- 東京12ch版：初回放映1978年4月7日『想い出の名作洋画劇場』

## リメイク

### 1993年のテレビドラマ
- フジテレビ系列にて「秋の特選ミステリー」枠として1993年11月19日に放映。

#### キャスト
- 谷川達也：田原俊彦
- 宮本里枝：藤谷美和子
- 安原佐恵子：森尾由美
- 大竹康夫：鶴見辰吾
- 三宅修司：西島秀俊
- 新田葉子：瀬戸朝香
- 安藤隆章：大澄賢也
- 今井亜紀：吉野真弓
- 緒方拳：中本賢
- 松岡刑事：芹沢名人
- 佐恵子の父：北村総一朗
- 及川ヒロオ
- 村上幹夫
- 泉よし子
- 松山鷹志
- 松尾伴内
- 芦川誠
- 沼崎悠

#### スタッフ
- 脚本：尾西兼一
- 演出：赤羽博
- 技斗：佐々木修平
- カースタント：スーパードライバーズ
- 技術協力：渋谷ビデオスタジオ、リョーイン
- 美術協力：NHKアート
- プロデュース：吉川恵美子、飯塚正彦
- 企画：小林義和、清水賢治、阿部祐三
- 製作：フジテレビ、アベクカンパニー

### 2010年の映画
- 死刑台のエレベーター (2010年の映画)を参照。
- 日本リメイク版に合わせ2010年10月9日にはニュープリント版が日本公開された。